# Chris Harrington (cầu thủ bóng đá)
James Christopher Harrington (25 tháng 12 năm 1896 – 6 tháng 5 năm 1978) là một cầu thủ bóng đá người Anh thi đấu ở Football League cho Liverpool, Wigan Borough, Southport và Crewe Alexandra. Sau đó ông sang Hoa Kỳ thi đấu cho New York Giants.